# Französische Feldzüge in Westafrika
Bei den Französischen Feldzügen in Westafrika, auch Campagnes au Soudan oder Mandingo-Kriege handelte es sich um jährliche, teilweise parallel verlaufende militärische Expeditionen (Missionen) französischer Offiziere von der westafrikanischen Küste aus ins Hinterland. Sie fanden zwischen 1880 und 1900 statt und dienten der kolonialen Erschließung des Binnenlandes.
Im Jahr 1880 hatten die Franzosen das gesamte Gebiet des heutigen Senegal erobert. Entlang des Flusslaufes des Senegal/Bafing/Bakoye vorrückend gelangten sie schnell tief ins Hinterland und errichteten 1881 in Bafoulabé am Zusammenfluss von Bafing und Bakoye ein Fort an der Peripherie des Reiches von Ahmadu Seku Tall.
Die Eroberung Westafrikas (frz. Soudan) vollzog sich unter besonderen Bedingungen: Wirtschaftliche Gründe gab es nur ganz wenige, einziger Antrieb war ein entfesselter Nationalismus der ausführenden Offiziere der französischen Marineinfanterie. Diese Offiziere, aus Randgebieten Frankreichs stammend oder mit Migrationshintergrund, erhofften sich durch militärische Erfolge im "Soudan" einen Aufstieg auf der Karriereleiter und im gesellschaftlichen Ansehen. Begünstigend wirkte dabei, dass bis 1893 eine zivile Verwaltung nur in den Quatre Communes in Senegal existierte und die Offiziere in Organisation, Ziel und Doktrin ihrer Mission völlig freie Hand hatten.

## Verlauf
Die Missionen lassen sich grob in drei Phasen einteilen: von 1879 bis 1883 richteten sich die Aktionen gegen das zerfallende Tukulör-Reich der Nachfahren Al-Haddsch Omars, von 1883 bis 1898 kämpften die Franzosen fast ausschließlich gegen die Truppen Samorys und einige seiner afrikanischen Gegner in einem sich bis 1888 intensivierenden Krieg. Erst mit dem Abdrängen Samorys in die guineische Waldzone und dem daraus folgenden Mobilitätsverlust seiner Kavallerie konnte eine Entscheidung herbeigeführt werden. In der dritten Phase von 1898 bis 1900, in entlegenen Gebieten entfernt von den Eisenbahnlinien ins Hinterland bis 1910 konnte der Rabih besiegt und in der Faschodakrise die Stellung gegenüber Großbritannien fixiert werden.
Im Vorfeld der Operationen östlich des Senegalbogens hatte die Mission Reybaud 1878 einen Brückenkopf geschaffen. Am 22. September 1878 besiegten Truppen unter dem Kommando des Oberstleutnants Reybaud den Khassonké-König Niamodi Sissoko nahe Sabouciré (in der Gemeinde Lobo, 25 km südlich von Kayes). Die Franzosen, 585 Mann, darunter 80 Kavalleristen und vier Kanonen stark, trafen auf die Khassonké-Truppen und töteten deren 150 Mann, darunter den König. Die französischen Verluste betrugen 13 Gefallene und 51 Verwundete.

### 1. Phase (1879–1887) Gegen Ahmadu und Samory

#### Mission Gallieni 1879–1880
Mission zur Projektierung einer Bahnlinie als Verbindung der Flüsse Senegal und Niger, die ab 1881 als Chemin de fer de Kayes au Niger verwirklicht wurde. Bau eines Forts in Bafoulabé mit Einverständnis der lokalen Malinkéherrscher. Dieses Fort war der erste französische Stützpunkt im Herrschaftsbereich von Ahmadu Seku Tall, dem Nachfolger Al-Haddsch Omars. Die Mission erreicht Bamako und damit den Niger.

#### Mission Gallieni-Vallières 1880–1881
Oberstleutnant Joseph Gallieni, Hauptmann Pietri, Leutnant Vallières, Doktores Bayol und Tontin, 25 Tirailleurs und 250 Esel marschierten am 30. Januar 1880 von Saint Louis ab. Ende März erfolgte die Ankunft in Bafoulabé, am 20. April 1880 wurde Kita erreicht. In Kita errichten die Truppen ein Fort. Diese Mission diente der Streckenfindung für eine zukünftige Eisenbahnstrecke. Von Kita aus sandte Gallieni Leutnant Vallières nach Süden, damit er, die unzugänglichen Mandingoberge umgehend, ein Weg nach Süden finde. Galliéni selbst durchquerte das weder von Amadu noch von den Bambara von Ségou beherrschte Bélédougou nördlich den Mandingoberge, um Bamako zu erreichen und verlor beim Gefecht von Dyo seinen gesamten Tross. Daraufhin musste er sich in den Herrschaftsbereich von Amadus flüchten, der ihn elf Monate nicht gehen ließ. In dieser Zeit sammelte Gallieni systematisch Informationen über Samory, da vorher über diesen nur anekdotisches Wissen kursierte.

#### Mission Borgnis-Desbordes 1881–1883
Auf seinem Weg in den Osten und zum Entsatz Gallienis trug Borgnis-Desbordes am 11. Februar 1881 den Angriff auf Goubanko (10 km südlich von Kita) vor. Goubanko war ein befestigtes Dorf in der Nähe der französischen Nachschublinien. Darauf begründete Borgnis-Desbordes den Verdacht, dass die Einwohner von Goubanko seinen Nachschub störten, seine Verbündeten ausraubten und dass sie für den Angriff auf Gallieni in Dio, im Vorjahr verantwortlich wären.
Das Dorf war mit einem "Tata", einer Lehmeinfriedung, gegen afrikanische Angreifer mit Wurfwaffen und Steinschlossgewehren ausreichend geschützt. Borgnis-Desbordes ließ mit zwei 86-mm-Gebirgskanonen (Canon de montagne de 4 rayé modèle 1859) eine Bresche in die Mauer schießen, dem anschließenden Sturmangriff von drei Kompagnien Senegalschützen und 25 Spahis hatten die Dorfbewohner kaum etwas entgegenzusetzen.

Nach dem Erreichen von Kita am 7. Februar 1881, setzt Chef d'escadron (Major) Borgnis-Desbordes am 16. Februar 1881 den Weg nach Bamako fort. Am 26. Februar 1881 werden seine Truppen in Kéniéra auf der rechten Nigerseite von einer Armee Samorys geschlagen.
Anfang April 1882 wird Borgnis-Debordes zwischen dem 1. und 12. April in die Schlacht bei Woyowoyanko verwickelt. Nach Anfangserfolgen für die Wassoulounké Samorys und dem Kommando von Keme Bourema Touré blieben die Franzosen siegreich, Keme Bourema Touré zog sich daraufhin nach Bãnkumana zurück und ließ Nachhuten in den Dörfern Nafadyi und Dyéliba. Personell aufgefüllt verließ die Kompanie von Oberleutnant Piétri mit 146 Soldaten am 19. April 1882 Bamako und zerstörte am Morgen des 20. April am Nafadyi. Borgnis-Desbordes brach am 20. April mit 156 Mann auf, vereinigte sich am 21. April mit Piétri und zerstörte mit dessen Truppen zusammen Dyèliba. Am 22. Dezember 1882 verjagt er die Toucouleur aus der Festung Mourgoula, die den Bakhoye kontrolliert.
Seine Mission kehrte am 1. Februar 1883 nach Bamako zurück. Auf dem Vormarsch von Kita hatte ein Kommando von 521 Mann unter der Führung des Hauptmann Combes am 16. Januar 1883 das befestigte Daba eingenommen. Unter Wiederholung der in Goubanko angewandten Taktik gelingt es den Franzosen, eine Bresche in den Tata zu schießen, bei der Erstürmung des Dorfes werden Combes und die Leutnante Piétri und Delanneau verletzt. Auf Seiten der Angreifer fallen vier Soldaten, auf Seiten der Verteidiger 23.

#### Mission Peroz 1886–1887
Peroz war Gallieni in vorherigen Missionen aufgefallen und so wurde er 1886 mit einer ersten selbständigen Mission – Kontaktaufnahme zu Samory – beauftragt. Der Erfolg seiner Aufklärung wurde mit einer Beförderung zum Hauptmann belohnt. 1887 sichert Peroz von Kayes aus das linke Nigerufer für französischen Einfluss. (vgl. Vertrag von Bissandougou)

#### V. von Keniéba-Kura
28. März 1886, zwischen Oberstleutnant Henri Frey, Commandant Combes und Commandant Tournier und Samory – Samory und die Franzosen bestimmen den Niger und seinen westlichen Zufluss, den Tinkisso, als Demarkationslinie und treffen Festlegungen zum grenzüberschreitenden Handel, der von beiden Seiten nicht behindert werden soll.

#### V. von Bissandougou
23. März 1887, zwischen Hauptmann Marie-Étienne Peroz und Samory – Dieser Vertrag ergänzt den Vertrag von Keniéba-Koura, formell erkennt Samory ein französisches Protektorat an.

#### V. von Nyako
21. Februar 1889, zwischen Oberstleutnant Louis Archinard und Samory: Samory tritt die Region zwischen Niger und Tinkisso (Bouré), nahe dem Kernland seiner Gebiete, an die Franzosen ab. Im Mai 1889 weist Samory den Vertrag wegen Nichteinhaltung durch die Franzosen zurück.

### 2. Phase (1889–1897) Gegen Samory
1888 übergibt Gallieni das Kommando an Archinard und geht nach Indochina.

#### Mission Archinard 1889–1891
Louis Archinard erobert 1889 Koundian trotz eines bestehenden Protektoratsvertrages mit Aguibou von Dinguiraye, am 6. April 1890 nimmt er Segou im Herrschaftsgebiet Ahmadu Seku Talls ein, am 11. April 1891 besetzt seine Kolonne Kankan.

#### Mission Humbert 1891
Humbert eroberte Bissandougou und Sanankoro im Kernland Samorys.

#### Mission Combes 1892–1893
Combes eroberte im Rahmen dieses Feldzuges Faranah und schnitt Samory vom Nachschub aus Sierra Leone ab.

#### Mission Marchand 1893
Am 18. April 1893 verlässt eine Kolonne unter dem Kommando von Jean-Baptiste Marchand Bassam in Côte-d'Ivoire nordwärts. Sie gelangt bis Kong und legt dort eine kleine Garnison an.
1. Dezember 1893 –
Die Mission Marchand stößt mit Vorposten der Armee Samorys, die keinesfalls soweit südlich vermutet wurden, zusammen. Die Garnison zieht sich zurück.

#### Mission Bonnier 1894
Bonnier vertreibt Samory ins Senoufo-Land, wo dieser in Dabakala, nahe Kong, ein neues Hauptquartier anlegt.

#### Mission Monteil 1894–1895
Im Oktober 1894 verlässt die Mission Monteil, auch die "Kolonne von Kong" genannt, die ivorische Küste. Ihre Aufgabe ist der Bau einer Reihe von befestigten Stützpunkten zwischen der Küste und Kong. Im März 1895 stoßen Monteils Truppen mit der Vorhut Samorys zusammen. Parfait-Louis Monteil muss den Rückzug befehlen, und Kong wird erneut aufgegeben. Daraufhin wird der Angriff aus dem Süden auf Samory aufgeben. Monteil hatte sich 1890–1892 mit einer friedlichen Erkundungsreise von Saint-Louis über Ouagadougou, Sokoto und den Tschad-See nach Tripoli, quer durch die Sahara, einen Namen gemacht.

#### Mission Destenave 1895–1896
Der französische Statthalter von Bandiagara, Major Georges Destenave, erhielt im April 1895 von seinem militärischen Vorgesetzten, Oberst de Trentinian den Befehl, die "Besitznahme des Nigerbogens zu vollenden". Von Bandiagara aus erforschte er die Landschaften Yaga, La und Niouma. Der Naba von Ouahigouya akzeptierte den von Destenave unterbreiteten Protektoratsvertrag mit Frankreich, der Zutritt ins Reich Ouagadougou wurde ihm von Moro-Naba versagt. Sich nach Süden wendend überquerte D. den Volta und suchte die Provinzen Djilgodi, Aribinda und Liptako auf.
1896 erreichte Destenave einen Vertrag mit den Gurma (20. Januar 1896), am 18. Mai 1896 unterschrieb der König des Yatenga-Reiches einen Protektoratsvertrag, am 16. September folgte ein Vertrag mit Djilgodi, das nunmehr Vasall Aguibous, des durch die Franzosen inthronisierten Königs des Macina war und schließlich stimmte am 28. Oktober Aribinda einem Suzeränitäts- und Bestandvertrag zu.

#### Mission Blondiaux 1897
Im Februar 1897, nach über einjähriger Pause, rückte Blondiaux aus dem Norden in einer Aufklärungsmission nach Süden vor – sie gelangte bis an die Grenze zwischen Savanne und Waldzone.

#### Mission Braulot 1897
Am 20. August 1897 wurde die Kolonne Braulot, die Samorys Stützpunkt Bouna einnehmen sollte, vernichtet. Braulot fiel in diesem Gefecht.

### 3. Phase (1898–1900) Sieg über Samory, gegen die Mossi und den Rabih

#### Mission Gouraud 1898
Hauptmann Gouraud führte am 12. August 1898 von Sikasso über Tengrela, Tokola, Odienne aus eine Kolonne nach Beyla. Über Nzô vorrückend überschritt Gouraud am 24. September 1898 den Diougou und nahm nach fünf Tagen Marsch durch die Waldsavanne Samory in Géoulé am 29. September in einem Handstreich gefangen. In Beyla, seinem Haftort, sagte am 22. Dezember 1898 der Zivilgouverneur des Soudan, Trentinian Samory zu, dass er deportiert und nicht getötet wird. Am 5. Februar 1899 wurde er von Saint-Louis, wohin er zwischenzeitlich gebracht worden war auf die Insel Missanga in Gabun deportiert. Dort starb er am 2. Juni 1900. An dieser Mission nahm Julien Chanoine im Range eines Leutnants teil.

#### Mission Voulet-Chanoine 1899–1900
Die Mission Voulet-Chanoine war eine Militäroperation zur Eroberung des Tschad. Sie begann im Januar 1899 unter Führung der Hauptleute Paul Voulet und seines Stellvertreters Julien Chanoine in Say. Sie sollte zusammen mit der Mission Foureau-Lamy und der Mission Gentil die endgültige französische Kontrolle über das Tschad-See-Gebiet herstellen.

## Besonderheiten

### Verlegung ins Einsatzgebiet
Die Truppen marschierten bis 1887 von der Garnison Saint-Louis ins Einsatzgebiet. Erst bei Eintreffen des Hochwassers am Senegal fuhren die Einheiten mit Dampfschiffen bis Kayes, später bis Bafoulabé. Dort wurden die Konvois zusammengestellt: europäische Offiziere und Unteroffiziere ritten auf Pferden bzw. Maultieren, die Senegalschützen marschierten und führten im Marschgepäck einen Teil ihrer Reisration mit. Die restlichen Vorräte wurden von Trägerkolonnen und ab 1882 von „voitures Lefèvre“, leichten, einachsigen, von Eseln gezogene Karren auf Basis eines Stahlrohrchassis transportiert. 1888 erreichte die Eisenbahn von Kayes Bafoulabé und brachte für den Einsatz der Truppen einen entscheidenden Zeitvorteil. Ab diesem Zeitpunkt wurden bei Notwendigkeit nur noch im Bedarfsfall Truppen aus Saint-Louis hinzugezogen, sondern die Garnisonen aus den Tagesmärsche auseinandergelegenen Posten zusammengeführt.

### Bewaffnung
Die Franzosen waren einheitlich mit dem Gras-Gewehr von 1874, den Kropatschek-Gewehren Fusil de Marine Mle. 1878 sowie Fusil d'Infanterie in den Modellen von 1884 und 1885 sowie ab 1886 mit dem Lebel-Gewehr  ausgerüstet. Die Kavallerie erhielt 1890 den Carabine Berthier 1890 und 1892 den Mousqueton d'artillerie Mle. 1892 mit Ladestreifen und Klappbajonett. Als Artillerie kamen verschiedene Vorderladerkanonen zum Einsatz, insbesondere die 86-mm-Gebirgskanone (Canon de montagne de 4 rayé Mle 1859), aber auch die Canon de 80 modèle 1877, der Mortier de 15 cm Mle 1838 und die Hinterladerkanone Canon Lahitolle de 95 mm. Mitrailleusen, obwohl im Krieg gegen Preußen 1870/71 auf französischer Seite eingesetzt, wurden in Westafrika nicht verwendet, da ihr Munitionsverbrauch in starkem Missverhältnis zu taktischen Nutzen stand. Ab 1883 patrouillierten Kanonenboote auf dem Niger – sie waren in Einzelteilen nach Bamako gebracht worden. Auf den 18-m-Kanonenbooten "Niger" und "Mage" waren 37-mm-Hotchkiss-Kanonen installiert.
Die Truppen Samorys verfügten über Hinterladergewehre unterschiedlicher Herkunft (französische Beutewaffen, britische Lee-Metford und Martini-Henry-Gewehre sowie einige amerikanische Winchester-Schnellfeuergewehre). Der Großteil der Truppen war mit Steinschloss- oder Perkussionsschlossgewehren ausgerüstet. Aus englischen Quellen hatte Samory einige wenige britische Gebirgsgeschütze erworben. Seine Schmiede reparierten europäische Schnellfeuergewehre und duplizierten teilweise Bauteile durch das Nachgießen in verlorener Form.

## Karten
- skalierbarer Scan einer historischen Karte der Mission Gallieni